# Madalena Félix
Madalena Felix (20 de setembro de 1989) é uma basquetebolista profissional angolana.

## Carreira
Madalena Felix integrou a Seleção Angolana de Basquetebol Feminino, em Londres 2012, que terminou na décima segunda colocação.